# 김진권
김진권(1950년 ~ )은 법원장을 역임한 법조인이다.

## 생애
1950년 전라북도 남원에서 태어난 김진권은 전주고등학교와 서울대학교 행정학과를 졸업하고 1977년 제19회 사법시험 합격해 사법연수원 9기를 수료했다. 1979년 부산지방법원 판사에 임용되어 부산지방법원 울산지원, 서울민사지방법원, 서울지방법원 의정부지원, 수원지방법원, 서울고등법원 판사를 거쳐 대법원 재판연구관을 하다가 부장판사로 승진하여 창원지방법원, 수원지방법원, 서울가정법원, 서울지방법원, 광주고등법원, 서울고등법원에서 부장판사로 재판장을 하였다. 2006년 8월에 제44대 대전지방법원장으로 승진하여 수원지방법원, 서울동부지방법원, 대전고등법원, 서울고등법원에서 법원장을 역임하다 2013년에 공직에서 은퇴하여 법무법인 동인 대표 변호사로 있다. 2015년 6월에는 사학분쟁조정위원회 위원장에 임명되었다.
형사 재판장으로 재직하면서 사실관계가 형식적으로 조사된 채 법정형이 지나치게 무거운 준강도상해죄로 기소된 피고인에 대하여 적용법조를 바꾸어 가벼운 법정형의 절도죄, 상해죄만을 인정하여 집행유예로 석방하거나 진술거부권과 변호인 선임권을 고지 받지 못한 채 임의동행된 피고인의 수사기관에서의 진술에 대해 임의성을 부정하고 무죄판결을 선고하기도 했다. 수원지방법원장으로 재직하면서 종합민원실의 원스톱 서비스 제공을 강화하고 종합민원실과 별도로 열람 복사 제증명만을 담당하는 전담창구를 신설하는 등 재판운영 개선 및 민원서비스개선에 노력하였고 대전지방법원장에 재직할 때 재판의 효율성과 신속한 재판진행 등을 위해 무분별하게 제기된 항소에 대해서는 전체 형기에서 미결상태의 구금일수를 공제해 주던 것을 엄격히 제한하였으며 서울고등법원장에 재직할 때 1심에서 사형선고된 오원춘을 항소심에서 무기징역으로 감형한 것에 대해  비난 여론이 들끊자 "국민에게 걱정을 끼쳐 드린 점은 송구스럽다. 다만 판결의 적정성 여부에 대해서 법원장이 언급하는 것은 적절치 않다는 것을 이해해 달라"며 "양형을 정함에 있어서 앞으로 모든 정황을 좀 더 신중하고 넓게 판단하겠다"고 했고 사법사상 처음으로 재판부가 직접 당사자들의 주소지에 가까운 법원에 가서 변론기일을 여는 '찾아가는 법정'을 시행했다.
서울고등법원 민사21부 재판장으로 재직하던 2003년 11월 20일에 참여연대와 장모씨 등 소액주주 22명이 "경영판단을 잘못해 주주에게 손해를 끼쳤다"며 이건희 삼성그룹 회장 등 삼성전자 전.현직 이사 10명을 상대로 낸 손해배상 청구소송 항소심에서 "이천전기 인수에 따른 윤종용 삼성전자 부회장 등 4명에 대한 배상책임은 인정하지 않고, 삼성전자가 갖고 있던 계열사의 비상장주식 헐값매각에 따른 손실의 20%만 책임을 인정해 삼성전자에게 이건희 회장은 70억원, 이사 5명은 120억원을 각각 지급하라"며 977억원 지급하라고 했던 1심에 비해 대폭 감경한 원고 일부승소판결했다.